# Chiampo
Chiampo is een gemeente in de Italiaanse provincie Vicenza (regio Veneto) en telt 12.578 inwoners (31-12-2004). De oppervlakte bedraagt 22,6 km², de bevolkingsdichtheid is 557 inwoners per km².

## Demografie
Chiampo telt ongeveer 4511 huishoudens. Het aantal inwoners steeg in de periode 1991-2001 met 6,1% volgens cijfers uit de tienjaarlijkse volkstellingen van ISTAT.
| Jaar | Inwoneraantal |
| ---- | ------------- |
| 1991 | 11.448        |
| 2001 | 12.147        |

## Geografie
Chiampo grenst aan de volgende gemeenten: Arzignano, Nogarole Vicentino, Roncà (VR), San Giovanni Ilarione (VR), San Pietro Mussolino, Vestenanova (VR).